# Wilhelm Nisi
Wilhelm Nisi (* 25. Februar 1903 in Neckargröningen; † 27. Oktober 1977 in Hegnach) war ein deutscher Kunstmaler. 

## Leben
Wilhelm Nisi besuchte von 1910 bis 1917 die Volksschule Neckargröningen und erhielt noch als Schüler am 24. Februar 1917 von König Wilhelm II. von Württemberg eine Anerkennung in Form einer Urkunde für besondere zeichnerische und malerische Begabung.
1918 bis 1921 absolvierte er eine Lehre als Dekorationsmaler und eine Ausbildung als Freskomaler an der Kunstschule Stuttgart bei Rudolf Rochga, Bernhard Pankok und Oskar Rühle.
Anschließend wurde er Geschäftsführer der Firma Fink in Stuttgart. Von 1947 bis 1967 war er Geschäftsführer der Firma Kopp in Waiblingen. Ab 1967 war er als freischaffender Heimatmaler tätig. 
Nach einem Schlaganfall 1976 war Wilhelm Nisi rechtsseitig gelähmt, was ihn nicht davon abhielt, mit der linken Hand noch Skizzen anzufertigen. Am 27. Oktober 1977 verstarb Nisi in seinem Heimatort Hegnach.

## Werk

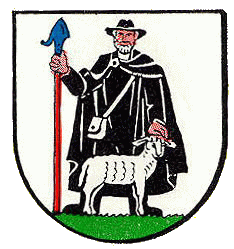
Ortswappen von Hegnach nach einem Entwurf von Wilhelm Nisi

Wilhelm Nisi fertigte eine große Zahl von Wandgestaltungen in Banken, privaten Foyers und Treppenhäusern an.
Auch der Entwurf des Hegnacher Ortswappens stammt von Nisi. 
Reisen nach Italien und Spanien beeinflussten seine Malerei, es entstanden zahlreiche Portraits, Stillleben und Blumenbilder. Besondere Bedeutung erlangte er jedoch als Heimatmaler mit Bildern aus seiner Umgebung, dem Remstal, dem Neckarraum, von der Schwäbischen Alb, vom Bodensee und von ganz Süddeutschland.